# Chiron sulcithorax
Chiron sulcithorax là một loài bọ cánh cứng trong họ Bọ hung (Scarabaeidae).